# Polizeihistorische Sammlung Sachsen

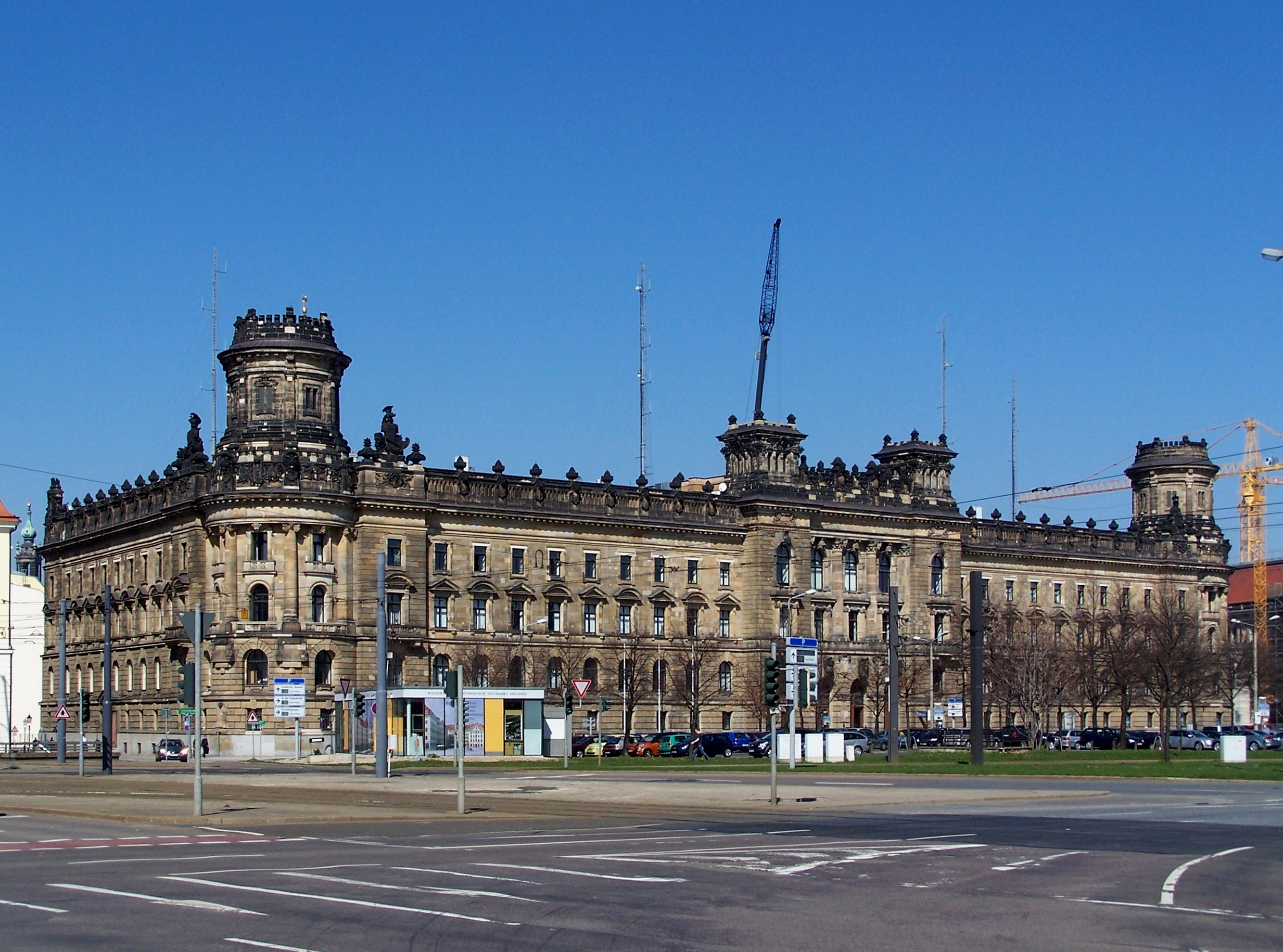
Dresdner Polizeipräsidium, vom Pirnaischen Platz aus gesehen

Die Polizeihistorische Sammlung Sachsen ist ein Polizeimuseum in der Stadt Dresden. Sie umfasst die Reste des Dresdner Kriminalmuseums, das in der Zeit vor dem Ende des Zweiten Weltkriegs als eine der weltgrößten kriminalhistorischen Sammlungen galt.

## Standort
Die Sammlung ist im Polizeipräsidium an der Schießgasse in der Inneren Altstadt untergebracht, Eigentümerin ist die Polizeidirektion Dresden. Sie befindet sich in mehreren Dachgeschossräumen des 1900 fertiggestellten Dienstsitzes der Polizeidirektion. Das Gebäude steht zwischen dem Neumarkt und dem Pirnaischen Platz. Das Stadtmuseum Dresden im Landhaus ist direkt benachbart; in der näheren Umgebung stehen unter anderem die Frauenkirche und das Kurländer Palais. Andere Dresdner Museen in der Nähe sind das Museum Festung Dresden sowie die Museen im Albertinum.

## Sammlung und Ausstellung
Die Sammlung umfasst rund 4000 Objekte (Stand: 2017) aus der Zeit vom 17. bis zum 21. Jahrhundert.
Eine beträchtliche Gruppe der Exponate machen in Vitrinen gezeigte alte Polizeilehrmaterialien aus, so unter anderem eine „Typologie geborener Verbrecher“ nach der Tätertypenlehre von Cesare Lombroso. Außerdem sind alte Ausrüstungsteile zu sehen, darunter Uniformen und ein Kammhelm, der nach österreichischem Vorbild für die Dresdner Polizei konstruiert worden war, da der sächsische König in seiner Residenzstadt keine Polizisten mit preußischen Pickelhauben duldete. Aus der Nachwendezeit entstammt ein 2018 übergebenes Gemälde des „Karajan vom Schillerplatz“.
Außerdem enthält die Sammlung fast 350 Waffen aus allen Epochen. Dazu gehören ein Vorderlader von 1680, eines der ältesten Sammlungsobjekte überhaupt, und Maschinenpistolen der DDR-Spezialeinheiten sowie vom Bereich Kommerzielle Koordinierung aus Westdeutschland besorgte Tränengaswerfer. Zu sehen sind ferner alte Waffenverstecke, so eine Minipistole in einem Buch und eine „Stockflinte“. Dabei handelte es sich um eine als Wanderstock getarnte Waffe, mit der Wilderer bis ins frühe 20. Jahrhundert die Förster täuschten. Des Weiteren gibt es in der Sammlung originale Mordwaffen, darunter ein Bolzenschussgerät, mit dem Anfang des 20. Jahrhunderts ein Liebespaar in Sachsen getötet wurde.
Ein wertvoller Bestandteil der Sammlung sind mehrere Sätze gefälschter Briefmarken. Weitere Exponate sind Verwarnkarten für 10 und 20 Mark der DDR, die die Deutsche Volkspolizei an Raser verteilte, sowie originale Fahndungsbilder von Luigi Lucheni, dem Mörder der Kaiserin Elisabeth von Österreich-Ungarn („Sisi“).
Ein regelmäßiger Betrieb der Ausstellung sowie deren dauerhafte öffentliche Präsentation sind aus organisatorischen Gründen nicht möglich. Nur angemeldete Besuchergruppen können das Polizeimuseum besichtigen. Mit der Führung beauftragt ist Oberkommissar Wolfgang Schütze vom Fachdienst Prävention der Polizeidirektion Dresden.

## Geschichte
Das Museum hat seinen Ursprung in einer ab Ende des 19. Jahrhunderts angelegten Ausbildungssammlung der sächsischen Polizei. Ein königlich-ministerieller Beschluss hatte dazu geführt, dass ab 1894 bedeutende Kriminalfälle für die Polizeiausbildung in Dresden dokumentiert wurden. Viele der Objekte bestanden aus Lehrmaterialien für angehende Kriminalisten, die damit lernten, Tatortskizzen zu zeichnen, Spuren zu sichern und Geheimschriften zu entziffern.
Die ersten Stücke trugen die Beamten unter der Aufsicht des Regierungsrates und späteren Dresdner Polizeipräsidenten Paul Koettig (1856–1933), der in seiner Heimatstadt ab 1894 die Kriminalabteilung der Königlichen Polizeidirektion leitete, noch in einer einfachen Haftzelle im Coselpalais zusammen. Dieser frühere Sitz der Dresdner Polizei wurde von 1895 bis 1900 durch einen in der Nähe gelegenen Neubau, das Polizeipräsidium, ersetzt. Das schnelle Wachstum der Sammlung führte dazu, dass schon beim beginnenden Neubau des Polizeipräsidiums eigene Ausstellungsräume geplant wurden. In dieser Zeit war die Dresdner Polizei einer der Vorreiter moderner Kriminalistik im Deutschen Kaiserreich. Neben der frühen Gründung einer eigenen Kriminalpolizei führte Dresden 1903 als erste deutsche Polizeibehörde die Methode der Daktyloskopie ein, den Identitätsnachweis per Fingerabdruckverfahren.
In den 1920er Jahren war die Sammlung auf rund 70.000 Exponate angestiegen. Damit befand sich zu dieser Zeit in Dresden eines der weltweit größten Polizeimuseen. Wegen der drohenden Luftangriffe auf Dresden musste ein Großteil der Objekte ab 1944 in die Kasernen der Albertstadt ausgelagert werden. Ihr weiteres Schicksal ist zumeist ungewiss, wahrscheinlich steht die sich anschließende drastische Dezimierung der Sammlung im Zusammenhang mit dem Zweiten Weltkrieg und dessen Folgen. Möglich ist, dass ein Teil bereits bei den Luftangriffen im Februar 1945 verloren ging. Andere Objekte wurden eventuell durch die Rote Armee als Kriegsbeute in die Sowjetunion verbracht.

„Höhepunkt besonderer Art in der Geschichte der Dresdner Polizei ist im Jahr 1958 die große Polizeiausstellung in der Nordhalle, dem heutigen Militärhistorischen Museum. Die Polizei bietet erstmals einen Überblick über ihre verschiedenen Dienstzweige und zeigt den Aufbau der Volkspolizei seit 1945. … In den ersten Tagen nach Eröffnung der Schau kommen 70’000 Besucher, sie wird ein großer Erfolg.“

Erst nach der Wende bemühte sich die Polizeidirektion Dresden, die verbliebenen Exponate, die nur noch einem Bruchteil der ursprünglichen Sammlung entsprechen, wieder an der Schießgasse zu konzentrieren und nach Voranmeldung auch zugänglich zu machen. Anstelle eines Eintrittsgelds lädt ein zur Spendenbüchse umfunktioniertes Funkgerät zu Spenden.
Im Rahmen der Dresdner Museumssommernacht war die Sammlung im September 2017 erstmals einem größeren Publikum ohne Voranmeldung zugänglich.